# Транзитный лагерь Мехелен

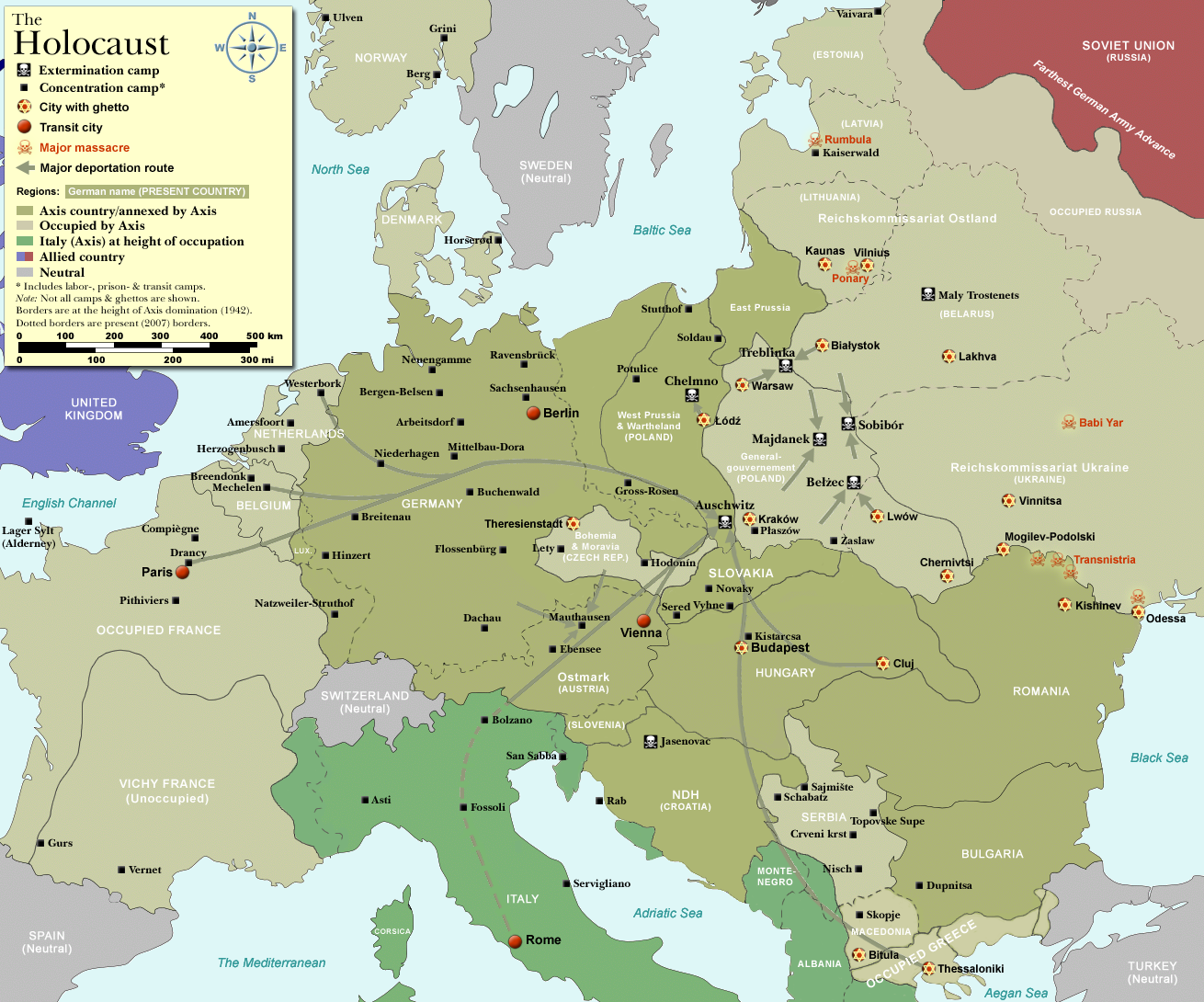
Карта Холокоста в Европе во время Второй мировой войны. Карта показывает все лагеря уничтожения (лагеря смерти), большинство крупных концентрационных и трудовых лагерей, тюремные лагеря, гетто, основные маршруты депортаций и крупные места бойни.

Транзитный лагерь Мехелен (нем. SS- Sammellager Mecheln) — лагерь заключения и депортации в Доссине, самой старой казарме Мехелена, созданный нацистами в оккупированной Бельгии.
Транзитный лагерь был под управлением полиции безопасности (нем. Sicherheitspolizei, сокр. SiPo, Зипо) для того, чтобы собрать и депортировать евреев, цыган и других меньшинств, в основном из Бельгии в трудовой лагерь Хайдебрек-Козель и концентрационные лагеря Аушвиц-Биркенау в оккупированной немцами Польше.
Во время Второй мировой войны, между 4 августа 1942 года и 31 июля 1944 года, 28 поездов депортировали из это лагеря более 25 тысяч евреев и цыган, большинство из которых приехали в лагеря смерти Аушвиц-Биркенау. Только 1240 из них выжили.
С 1996 года музей Холокоста в Доссинской казарме, под названием Музей Депортации и Сопротивления напоминает об этих печальных событиях военного периода.

## Местоположение
Летом 1942 года нацисты готовились депортировать евреев из оккупированной Бельгии, из которых около 90 процентов жили на севере страны, близ Антверпена или в Брюсселе. На полдороге от этих городов находится Мехелен, город с крупным железнодорожным узлом, который обеспечил легкий транспорт, в том числе в восточном направлении. Рельсовый путь, который связывал местный грузовой док, проходил вдоль обводного канала реки Дейле (Dijle) на кольцевой дороге в центральной части города, где рельсы проходили мимо маленьких огороженных решеткой окон в военных казармах генерал-лейтенанта барона Доссин-де-Сен-Жорж (Émile Dossin de Saint-Georges).